# Ronald Maraun

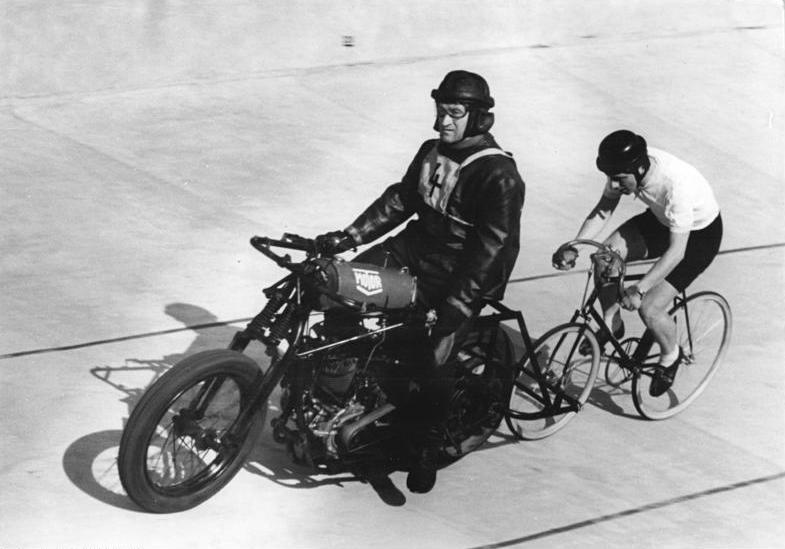
Ronny Maraun (1956) hinter Schrittmacher Herbert Schondorf

Ronald „Ronny“ Maraun (* 10. September 1928 in Berlin; † 19. Juli 2017 ebenda) war ein deutscher Radrennfahrer.

## Sportliche Laufbahn
Maraun begann kurz nach dem Ende des Zweiten Weltkriegs in Berlin mit dem Radsport. Der ehemalige Radprofi Karl Saldow förderte sein Talent. Er gehörte ab 1948 der Stadtteilmannschaft Berlin-Mitte unter Leitung von Paul Szostak an. Die Mannschaft wechselte geschlossen in den Westteil Berlins über und schloss sich dort dem Verein RC Endspurt 1911 an. 1951 wechselte er zur BSG Einheit Berliner Bär und damit nach Ost-Berlin zurück.
1950 belegte Ronny Maraun den zweiten Platz beim Straßenrennen Berlin–Cottbus–Berlin. 1951 (hinter Schrittmacher Erich Wedermann) und 1952 (hinter Schrittmacher Horst Aurich) wurde er DDR-Meister im Steherrennen. 1953 belegte er mit seiner Mannschaft von  BSG Einheit Berliner Bär (mit Fritz Jährling, Werner Malitz, Heinz Wahl) den dritten Platz bei den DDR-Meisterschaften im Bahnradsport in der Mannschaftsverfolgung. Seit 1954 bei der SC Einheit Berlin (dem Nachfolger von Einheit Berliner Bär), wurde er 1955 gemeinsam mit Fritz Jährling DDR-Meister im Zweier-Mannschaftsfahren. Maraun entwickelte sich im Verlaufe seiner Laufbahn zu einem der besten Bahnfahrer der DDR. Er wurde ein bei seinen Kollegen gefragter Partner für Zweiermannschaftsrennen. Mit Heinz Wahl und Hans Wagner siegte er bei den 1001 Runden in der Berliner Werner-Seelenbinder-Halle 1956 und 1957. Auch bei der bei den Zuschauern besonders beliebten Stunde der Matadore war er stets ganz vorne zu finden. Anfang der 1950er Jahre bemühte sich die Sportführung der DDR darum, den noch existierenden Berufsfahrersport (der insbesondere bei Steherrennen Zuschauermassen anzog) ins Abseits zu drängen. Unter anderem wurden DDR-Amateure ermuntert, Steherrennen zu bestreiten. So kam auch Maraun zum Stehersport. Neben dem Meistertitel gewann er noch viele weitere Rennen hinter Motoren auf Sommerbahnen und auf der Berliner Winterbahn. Nach dem Saisonende 1958 beendete er dann seine Laufbahn mit einer Bilanz von mehr als 200 Siegen.

## Berufliches
Nach dem Ende seiner sportlichen Laufbahn arbeitete der gelernte Kaufmann ab 1958 als Verkaufsstellenleiter für Radrennsport im HO-Sport-Zentrum Berlin am Strausberger Platz.
Maraun ging 1961 aus privaten Gründen nach Karl-Marx-Stadt (Chemnitz). 2008 zog es ihn in seine Heimatregion zurück und er lebte in Stolzenhagen bei Wandlitz.